# 阿卡德 (加利福尼亞州優洛縣)
阿卡德（英語：Arcade）是位於美國加利福尼亞州優洛縣的一個非建制地區。該地的面積和人口皆未知。

## 地理
阿卡德的座標為38°28′55″N 121°34′47″W / 38.48194°N 121.57972°W，而該地的平均海拔高度為8米（即26英尺）。